# Colmeal (Góis)
Colmeal ist eine Ortschaft und ehemalige Gemeinde in Portugal.

## Geschichte
1560 wurde der Ort zur eigenständigen Gemeinde erhoben.

## Kultur und Sehenswürdigkeiten
Die Gemeindekirche (Igreja Paroquial do Colmeal, auch Igreja de São Sebastião) wurde ursprünglich im 15. Jahrhundert als Kapelle errichtet. Mit Erhebung des Ortes zur Gemeinde 1560 wurde die Kapelle zur Kirche erweitert. Vermutlich im 19. Jahrhundert erhielt sie ihren Glockenturm, mit 1836 und 1858 gegossenen Glocken aus Cantanhede. Sie steht unter Denkmalschutz.

## Verwaltung
Colmeal war eine Gemeinde (Freguesia) im Kreis (Concelho) von Góis. Am 30. Juni 2011 hatte die Gemeinde 158 Einwohner auf einer Fläche von 33,0 km².
Die Gemeinde bestand aus folgenden Ortschaften:
| - Colmeal - Quinta de Bolide - Malhada, Carrimá - Foz da Cova - Souto | - Aldeia Velha - Carvalhal do Sapo - Salgado - Saião - Sobral | - Adela - Açor - Vale de Asna - Roçaio - Loural | - Coiço - Ribeiro de Além - Quinta das Águias |

Im Zuge der kommunalen Neuordnung Portugals nach den Kommunalwahlen am 29. September 2013 wurde die Gemeinde Colmeal mit Cadafaz zur neuen Gemeinde União das Freguesias de Cadafaz e Colmeal zusammengeschlossen. Offizieller Sitz der neuen Gemeinde wurde Cadafaz, die bisherige Gemeindeverwaltung in Colmeal blieb jedoch als Bürgerbüro bestehen.